# Platja del Barranc de la Martinenca
La platja del Barranc de la Martinenca és una petita platja del municipi d'Alcanar (Montsià), situada a la desembocadura del barranc de la Martinenca, entre la platja de Mèrida, al sud-oest, i la platja de Montsià Mar, al nord-est. Té una longitud de 22 metres i una amplada de 8 metres, formada per còdols. Sobre la platja hi ha un niu de metralladora circular, únic al litoral català, construït entre el 1937 i 1938 per ordre de la Generalitat de Catalunya, per protegir el litoral català d'un eventual atac del general Franco des de Mallorca.